# Acanthocnemus nigricans
Acanthocnemidae là một họ nhỏ bọ cánh cứng, trong phân bộ Polyphaga. Đại diện duy nhất của họ này, Acanthocnemus nigricans, là loài bản địa của Úc.